# Odinel de Umfraville (Adliger, † 1182)

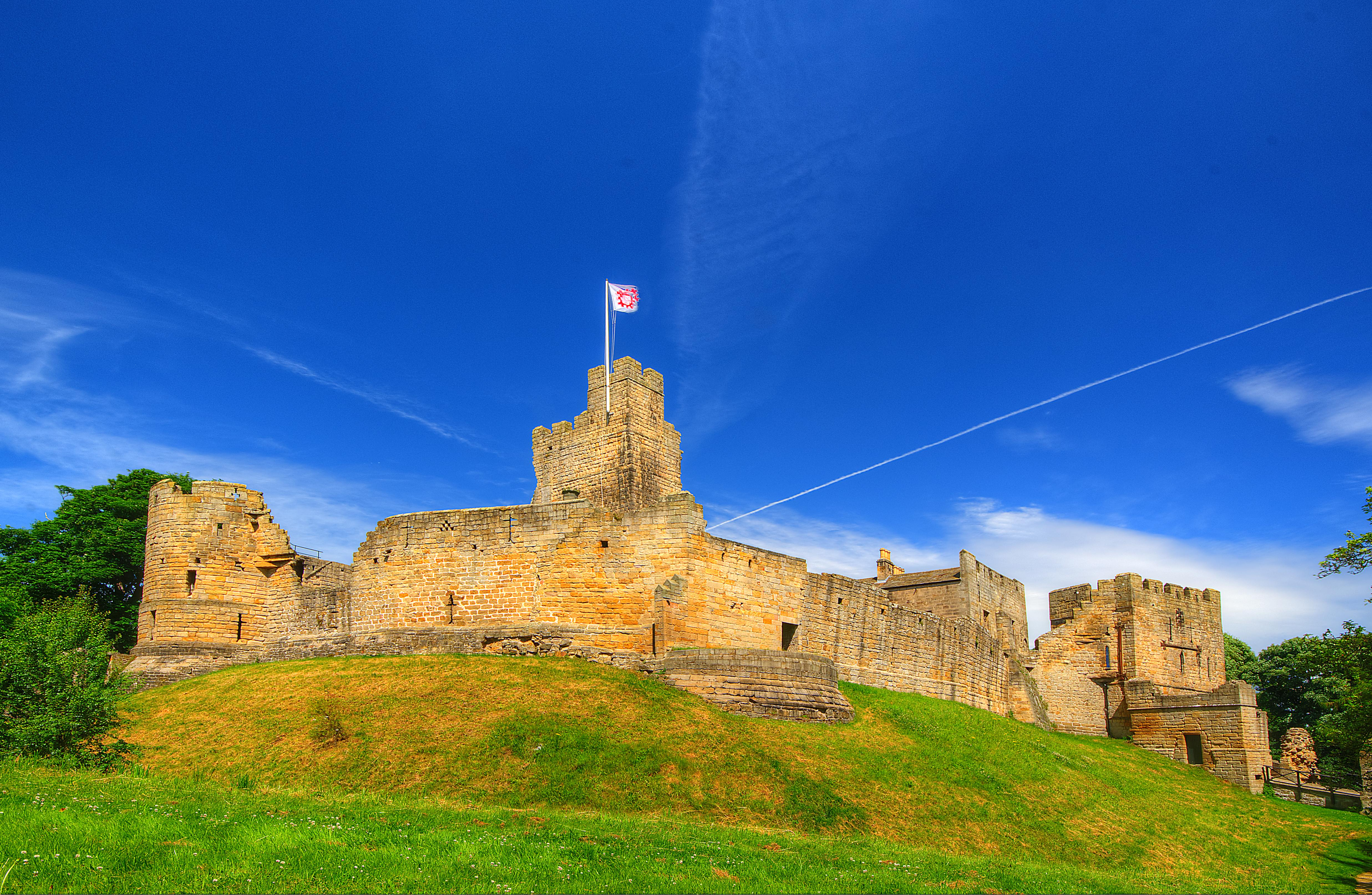
Das von Odinel de Umfraville ausgebaute Prudhoe Castle

Odinel de Umfraville (auch Odinel II de Umfraville) († 1182) war ein anglo-schottischer Adliger.

## Herkunft und Jugend
Odinel de Umfraville entstammte der anglo-schottischen Familie Umfraville. Er war ein Sohn von Gilbert de Umfraville und wuchs im Haushalt von Heinrich von Schottland, dem Erben des schottischen Königs David I. auf.

## Leben
Dadurch hatte er anfangs ein gutes Verhältnis zu dessen Sohn Wilhelm, der 1165 schottischer König wurde. Für diesen bezeugte er zahlreiche Urkunden, und Wilhelm hoffte, dass Odinel ihn unterstützen würde, als er 1173 zugunsten der rebellischen Söhne des englischen Königs Heinrich II. in Nordengland einfiel. Odinel kämpfte in dem Krieg jedoch auf Seiten von Heinrich II., was ihm den Zorn von Wilhelm I. einbrachte. In der Folge belagerten die Schotten die Burgen von Odinels Vater Gilbert de Umfraville in Northumberland. Zwar konnten die Schotten das kleinere Harbottle Castle 1174 erobern, doch Prudhoe Castle widerstand den schottischen Angriffen 1173 und 1174. Odinel konnte der Belagerung entkommen und sammelte Truppen zum Entsatz, mit denen er sich schließlich dem königlich-englischen Heer anschloss. Mit diesem nahm er an der Schlacht von Alnwick am 13. Juli 1174 teil, bei der Wilhelm I. in Gefangenschaft geriet. Durch den Krieg waren die Besitzungen der Umfravilles in Northumberland so verwüstet worden, dass Odinel £ 20 erhielt, um die Besatzung von Prudhoe Castle zu sichern. In der Folge ließ er in Prudhoe Castle einen neuen Keep errichten. Dazu erhielt er Etton in Yorkshire sowie die Besitzungen des enteigneten Lord of Wooler. Nach dem Tod seines Vaters Gilbert 1175 erbte Odinel dessen Güter in Northumberland sowie in Yorkshire und Rutland. 1177 war er in London, als Heinrich II. zwischen den Königen Alfons von Kastilien und Sancho von Navarra vermittelte. Bei seinem Tod galt er als einer der mächtigsten Barone von Northumberland. Allein die Einkünfte aus den Gütern in dieser Grafschaft erbrachten jährliche Einkünfte in Höhe von £ 60, aus seinen anderen Besitzungen wird Umfraville eine ähnliche Summe erhalten haben.

## Familie und Erbe
Umfraville hatte zugunsten von Hexham und Newminster Stiftungen gemacht. Vor 1173 hatte er Alice, eine Tochter von Richard de Lucy geheiratet, dem englischen Justiciar. Sie brachte als Mitgift das Gut von Thorney Green in Suffolk mit in die Ehe. Mit ihr hatte er vier Söhne und mindestens drei Töchter, darunter:
- Robert II († um 1195)
- Richard de Umfraville († 1226)
- Alice ⚭ William Bertrand (oder Bertram) aus Mitford
- Margery († 1198) ⚭ William d’Aubigné[2]

Seine Töchter konnte er mit anderen mächtigen nordenglischen Baronen verheiraten. Sein Erbe wurde sein ältester Sohn Robert II, nach dessen Tod sein Sohn jüngerer Richard.